# Championnat de France des rallyes 1973
Navigation
Édition précédente Édition suivante
Le championnat de France des rallyes 1973 est remporté par Jean-Luc Thérier sur une Alpine A110.
Le Critérium National des Rallyes (D2) est attribué à Michel Coustellier (obtenu sur la Renault 8 Gordini ex-Nicolas), malgré 10 victoires de Philippe Renaudat sur  Simca CG proto MC.

## Principales épreuves, et vainqueurs
1. - Rallye du Maine (10-11 février) : Christian Cœuille, copilote Boussard, sur Alpine A110 1600;
2. - Critérium Neige et Glace (24-25 février) : Jean-Pierre Nicolas, copilote Roure, sur Renault 12 Gordini;
3. - Rallye Lyon-Charbonnières (9-11 mars): Bernard Fiorentino, copilote Maurice Gélin, sur Simca CG proto MC 2.2L coupé;
4. - Ronde de Touraine (8 avril): Bernard Fiorentino, copilote Maurice Gélin, sur Simca CG proto MC coupé;
5. - Critérium Alpin (5-6 mai): Bernard Fiorentino, copilote Maurice Gélin, sur Simca CG proto MC spider;
6. - Rallye du Mont-Blanc (12-13 mai): Bernard Fiorentino, copilote Maurice Gélin, sur Simca CG proto MC coupé court;
7. - Rallye Vercors-Vivarais (20 mai): Bernard Fiorentino, copilote Maurice Gélin, sur Simca CG proto MC coupé court;
8. - Rallye d'Antibes (15-17 juin): Michel Saliba, copilote Patrice Ryder, sur Simca CG proto MC coupé;
9. - Ronde Cévenole (23-24 juin): Jean-Luc Thérier, sur Alpine A110 1800 Turbo;
10. - Tour de France automobile (14-22 septembre): Sandro Munari, copilote Mario Mannucci, sur Lancia Stratos (vainqueur groupe 4 et premier Français : Jacques Alméras, copilote Serge Mas, sur Porsche 911);
11. - Rallye Bayonne-Côte Basque (13-14 octobre): Bernard Fiorentino, copilote Maurice Gélin, sur Simca CG proto MC coupé court;
12. - Rallye du Var (4 novembre): Bernard Fiorentino, copilote Maurice Gélin, sur Simca CG proto MC coupé court;
13. - Tour de Corse (1-2 décembre): Jean-Pierre Nicolas, copilote Michel Vial, sur Alpine A110 1800.

## Classement du championnat
| Place | Pilote              | Voiture                          | Points |
| ----- | ------------------- | -------------------------------- | ------ |
| 1er   | Jean-Luc Thérier    | Renault 17 TS & Alpine A110      | 731    |
| 2e    | Jean-Pierre Nicolas | Renault 12 Gordini & Alpine A110 | 708    |
| 3e    | Bernard Fiorentino  | Simca CG Proto MC                | 462    |